# 安佩佐
安佩佐（義大利語：Ampezzo），是意大利乌迪内省的一个市镇。总面积73平方公里，人口1069人，人口密度14.6人/平方公里（2009年）。ISTAT代码为030003。